# Kristina Háfoss

Kristina Háfoss

Kristina Háfoss (geb. Danielsen; * 26. Juni 1975 in Dänemark) ist eine färöische Politikerin des linksrepublikanischen Tjóðveldi und war 2008 Kulturministerin in der Landesregierung der Färöer. Seit Mitte September 2015 ist sie Finanzministerin in der färöischen Landesregierung.

## Leben
Kristina Háfoss studierte in Dänemark und machte 1988 ihren Bachelor in Wirtschaftswissenschaften sowie 2001 in Jura an der Universität Kopenhagen. 2002 folgte der Abschluss als Cand.jur. und 2003 als Cand.polit.
Von 1998 bis 1999 arbeitete sie im dänischen Außenministerium und von 1999 bis 2000 im Wirtschaftsministerium. In der färöischen Staatskanzlei war sie im Sommer 1999 und 2000 beschäftigt. Von 2000 bis 2001 war sie wirtschaftliche Beraterin im Zusammenhang mit dem Projekt zur Entwicklung der färöischen Außeninseln (útoyggjar).
Sie war Mitglied im Vorstand des färöischen Akademikerverbandes Meginfelag Føroyskra Studenta (MFS) und von 1999 bis 2000 Vorsitzende. Von 2001 bis 2002 war sie stellvertretende Vorsitzende der Republikaner im Gebietsverband Südstreymoy.
Von 2002 bis 2004 war sie Abgeordnete im färöischen Parlament, dem Løgting, wo sie Mitglied des Finanz- und Vorsitzende des Kommunalausschusses war. 2008 kehrte sie in die Politik zurück, als sie am 4. Februar überraschend zur Kulturministerin in der Linksregierung Eidesgaard II berufen wurde. Zum 30. August 2008 erklärte Háfoss ihren Rücktritt vom Ministerposten aus persönlichen Gründen.
Am 15. September 2015 wurde sie Finanzministerin in der neugebildeten färöischen Landesregierung unter Ministerpräsident Aksel V. Johannesen.

## Familie
Háfoss ist die Tochter von John P. Danielsen und Helena Zachariasen aus Klaksvík. Ihre Mutter ist die Tochter des färöischen Politikers Louis Zachariasen.
Verheiratet ist sie mit Ronnie Háfoss. Das Paar wohnt in Hoyvík, dem nördlichen Vorort von Tórshavn.